# Ante Gilja
Ante Gilja (Jare, 6. lipnja 1956.), ratni zapovjednik 68. bojne vojne policije.

## Životopis
Ante Gilja bio je osobni vozač hrvatskoga predsjednika Franje Tuđmana te jedan od osnivača Hrvatske demokratske zajednice u Vinkovcima. Bio je prvi hrvatski redarstvenik. Zapovjednik obrane Nuštra.
1. siječnja 1992. postavljen je na mjesto zapovjednika 68. bojne vojne policije, na toj dužnosti ostaje do kraja Domovinskog rata. Odlukama predsjednika Tuđmana dodjeljuje mu se čin bojnika, pukovnika i brigadira vojne policije Hrvatske vojske.
Nakon što je u medijima 2009. objavljena vijest kako se Gilja u dom Hrvatske vojske dovezao u osobnom automobilu oblijepljenom predizbornim plakatima Hrvatske demokratske zajednice, umirovljen je u činu brigadira Hrvatske vojske.

## Odlikovanja
Odlikovan je s ukupno 10 odlikovanja.

- Red kneza Domagoja s ogrlicom.[4]
- Red Ante Starčevića.[5]
- Red hrvatskog križa[6]
- Red hrvatskog trolista[7]

68. bojna vojne policije odlikovana je Redom Nikole Šubića Zrinskog za iskazano junaštvo pripadnika u ratu te izravnoj ratnoj opasnosti te se time priznaje kao jedna od herojskih postrojbi Hrvatske vojske.

Kroz 68. bojnu vojne policije je prošlo oko 1200 pripadnika, 32 pripadnika su poginula a 102 pripadnika su ranjena.